# Hanna Foltyn-Kubicka
Hanna Foltyn-Kubicka z domu Kautz (ur. 23 maja 1950 w Jeleniej Górze) – polska germanistka i polityk, w 2005 posłanka na Sejm V kadencji, w latach 2005–2009 deputowana do Parlamentu Europejskiego VI kadencji.

## Życiorys
Ukończyła studia na Wydziale Germanistyki Uniwersytetu Łódzkiego. Pracowała jako asystent na Wydziale Filologii Germańskiej Uniwersytetu Śląskiego w Katowicach oraz lektor języka niemieckiego w Akademii Wychowania Fizycznego w Gdańsku.
W latach 2001–2002 prowadziła biuro poselskie Lecha Kaczyńskiego. Następnie do 2005 zasiadała w sejmiku pomorskim z listy koalicji POPiS. W 2004 z ramienia Prawa i Sprawiedliwości (w którym działa od 2001) bez powodzenia kandydowała do Parlamentu Europejskiego w okręgu gdańskim.
W wyborach parlamentarnych w 2005 została wybrana do Sejmu w okręgu gdańskim liczbą 5725 głosów. 6 grudnia 2005 objęła mandat deputowanej do PE, zajmując miejsce Anny Fotygi, którą powołano na stanowisko sekretarza stanu w Ministerstwie Spraw Zagranicznych. W związku z tym złożyła mandat poselski. W Parlamencie Europejskim zasiadała w Komisjach Spraw Zagranicznych, Wolności Obywatelskich oraz w Podkomisji Praw Człowieka, a także należała do delegacji ds. współpracy parlamentarnej UE-Rosja oraz UE-Białoruś. W sierpniu 2008 otrzymała Złoty Medal Praw Człowieka w dyscyplinie „Polityka” przyznany przez Program Tybetański Fundacji Inna Przestrzeń za inicjatywy na rzecz Tybetu podejmowane na forum Parlamentu Europejskiego. W 2009 bezskutecznie ubiegała się o reelekcję. W wyborach do Parlamentu Europejskiego w 2014 startowała w okręgu warszawskim, nie uzyskując mandatu (zdobyła 13 129 głosów). W 2024 ponownie bezskutecznie kandydowała w wyborach europejskich.

## Życie prywatne
Córka Ireny i Henryka, członka oddziału Jędrusie; jej rodzina została przesiedlona z Borysławia. Ma siostrę bliźniaczkę Inkę. Jej mężem został Jeremi Kubicki.